# Kały (Łódź)
Kały (1939 Reymontów) – osiedle w zachodniej części Łodzi, położone w dzielnicy Bałuty.

## Historia
Kały płaciły dziesięcinę kolegiacie łęczyckiej już od chwili jej konsekracji w 1161 roku. Od 1430 roku znajdowały się w rękach rodu Radogoskich, to jednak pierwsza wzmianka źródłowa o ich istnieniu pojawia się w 1450 roku. W 1576 roku znajdowało się we wsi 7,5 łanów, które zamieszkiwało 6 chłopów i 3 zagrodników, ponadto posiadała ona młyn z kuźnią oraz karczmę. W późniejszym okresie przynależały do parafii zgierskiej. W 1842 roku nieopodal wsi założono kolonię Marianów. 
Od 1867 w gminie Radogoszcz w powiecie łódzkim. W okresie międzywojennym należały do powiatu łódzkiego w woj. łódzkim. W 1921 roku liczba mieszkańców kolonii Kały wynosiła 160 a wsi Kały 44. 1 września 1933 utworzono gromadę (sołectwo) Kały-Kolonia w granicach gminy Radogoszcz, składającej się ze wsi i kolonii Kały (wieś Kały AB weszła w skład odrębnej gromady Kały). 8 marca 1939 nazwę wsi Kały zmieniono na Reymontów.
Podczas II wojny światowej włączone do III Rzeszy.
Po wojnie Kały powróciła na krótko do powiatu łódzkiego woj. łódzkim, lecz już 13 lutego 1946 włączono je wraz z całą gminą Radogoszcz do Łodzi.